# Ирански језици
Ирански језици (још и ираноаријски или ираноаријевски језици) чине подгрупу индоиранске гране индоевропске језичке породице. У свету живи око 150 милиона људи који се користе једним од 50 новоиранских језика као матерњим језиком, и још 30—50 милиона који их говоре као други или страни језик. 
Према подацима из 2008, процењено је да је било 150–200 милиона говорника иранских језика као матерњи. Часопис Етнолог процењује да постоји 86 језика у овој групи, а највећи међу њима су персијски (ирански персијски, дари и таџички дијалекти), паштунски, курдски, лурски и белучки.

## Терминологија и груписање
Термин ирански се примењује на било који језик који потиче од предачког праиранског језика.
Неки научници попут Џона Р. Перија преферирају термин иранијски као антрополошки назив за лингвистичку породицу и етничке групе ове категорије, а ирански за било шта о данашњој земљи Иран. Он користи исти аналог као у разликовању немачког од германског или разликовању турског и туркијског.
Ову употребу термина за породицу иранских језика увео је 1836. Кристијан Ласен. Роберт Нидам Каст је користио термин иранско-аријевски 1878. године, а оријенталисти као што су Џорџ Абрахам Грирсон и Макс Милер су упоредили иранско-аријевски (ирански) и индоаријевски (индијски). Неке недавне студије, првенствено на немачком, оживеле су ову конвенцију.

### Груписање
Ирански језици се деле на следеће гране:
- Западноирански језици, подељени на:
  - Југозападне, од којих су персијски (укључујући дари и таџички дијалект) и лури доминантни чланови;
  - Северозападне, чији су курдски језици доминантни чланови.
- Источноирански језици, подељени на:
  - Југоисточне, чији је доминантни члан паштунски;
  - Североисточне, далеко најмању грану, чији је доминантни члан осетски.

Према савременом учењу, сматра се да авестански језици не спадају у ове категорије, већ се уместо тога понекад класификују као централноирански, пошто су се одвојили од протоиранског пре него што је подела исток-запад постала истакнута. Они се традиционално сматрају источноиранским; међутим, недостаје им велики број источноиранских карактеристика и стога су „источноирански“ само у смислу да нису западни.

## Велики ирански језици
Следеће иранске језике говори више од по милион говорника:
- Персијски (у ширем смислу) 55—70 милиона као матерњи, укупно 110 милиона (Иран, Авганистан, Таџикистан, Пакистан, Узбекистан)
  - Западноперсијски 35—40 милиона као матерњи, укупно више од 50 милиона (Иран)
  - Источноперсијски 20—30 милиона
    - Дари 15 милиона (Авганистан)
    - Таџички 4,5 милиона (Таџикистан)
    - Хазара 2,5 милиона (Авганистан 2,2 милиона, Иран 300.000)
    - Ајмак 650.000 (Авганистан)
    - Јудео-персијски 110.000 (Узбекистан: Бухара, Иран, Израел)
- Паштунски 35 милиона (22,5 милиона у Пакистану, 12 милиона у Авганистану)
- Белучки 9 милиона (7,5 милиона у Пакистану, 1,4 милиона у Ирану, 0,2 милиона у Авганистану)
- Севернокурдски (или курманџи) 10 милиона (Турска, северни Ирак, северна Сирија, северни Иран, Корасан и бивши СССР)
- Лури 4,3 милиона (Иран)
- Средњокурдски (или сорани) 7 милиона (Ирак, Иран)
- Јужнокурдски (или пехлевани) 5 милиона (Иран)
- Мазандерански 3 милиона (Иран, обала Каспијског мора)
- Гилански 2,6 милиона (Иран, обала Каспијског мора)
- Зазаки 3 милиона (Турска)
- Талишки 1 милион (Иран, Азербејџан)

Остали значајнији новоирански језици су:
- Осетски 600.000 (северни Кавказ: Грузија, Русија: Северна Осетија)
- Горани (или гурани) 500.000 (Ирак, Иран)
- Иранско-азерски 220.000 (Азербејџан, Иран)
- Татијски 130.000 (Азербејџан, Русија)

## Класификација
- Ирански 60 језика, 16 изумрлих (150 милиона говорника)
  - Западноирански 33 језика, 5 изумрлих (115 милиона говорника)
    - Северозападноирански
      - Медијски †
      - Партски †
      - Каспијски
      - Белучки
      - Курдски
        - Јужнокурдски (или пехлевани)
        - Севернокурдски (или курманџи)
        - Средњокурдски (или сорани)

    - Југозападноирански
      - Персијски
      - Лури

  - Источноирански 27 језика, 11 изумрлих (35 милиона говорника)
    - Североисточноирански
      - Авестански †
      - Скитско-осетски
      - Бактријски †

    - Југоисточноирански
      - Пашто
      - Памирски
        - Мунџи
        - Шугни